# RX4E (航空機)
RX4E
- 用途：軽飛行機
- 製造者：遼寧通用航空研究院 (LGAA)
- 初飛行：
2019年10月28日（RX4E）
2024年1月28日（RX4HE）
- 運用状況：開発中

RX4Eは遼寧通用航空研究院（Liaoning General Aviation Academy, LGAA）が開発する小型の電動航空機。本稿では水素エネルギーを用いたRX4HEについても述べる。

## 概要
中国工程院院士の楊鳳田が開発を指導している。単発のプロペラを持つ高翼機で、ゼネラル・アビエーション用とされる。機体の77%に炭素複合材料が利用されている。また、硬い草地及び砂利道といった不整地での運用も可能である。
電動航空機のRX4Eは2019年に初飛行し、水素エネルギーを用いたRX4HEは2024年に初飛行した。

## 諸元
出典: 
- 全長 : 8.4メートル
- 全幅 : 13.5メートル
- 離陸重量 : 1200kg
- 定員 : 4名
- 最大出力 : 140kW
- 巡航速度 : 200km/h
- 航続距離・時間 : 300km・1時間30分
- 降着装置 : 固定式（収納不可）

なお、RX4HEの最大出力は120kWとされる。